# 杰弗里·多诺万
杰弗里·多诺万（英語：Jeffrey T. Donovan，1968年5月11日—）是一名美国男演员。

## 早期生涯
生于美国马萨诸塞州的埃姆斯伯里，从馬薩諸塞大學阿默斯特分校毕业后，他到纽约大学学习，在那里他获得了艺术创作硕士学位。

## 演艺事业
Donovan首次亮相的电影是Inside Out，他的第二部电影是throwing down。Donovan目前饰演Burn notice里面的Michael Westen角色。